# Rogów (województwo wielkopolskie)
Rogów – wieś w Polsce położona w województwie wielkopolskim, w powiecie tureckim, w gminie Przykona.
| SIMC    | Nazwa    | Rodzaj    |
| ------- | -------- | --------- |
| 0292764 | Stefanów | część wsi |

W latach 1975–1998 miejscowość położona była w województwie konińskim.